# Emil Bergström
Emil Evert Bergström, född 19 maj 1993, är en svensk fotbollsspelare som spelar för grekiska Panserraikos.

## Klubbkarriär

### Tidig karriär
Bergström började spela i Spånga IS fotbollsskola som femåring. Som sexåring startade klubben ett lag, där hans far var tränare. Som nioåring gick han över till IF Brommapojkarna, som han spelade för fram till 2007 då han som 14-åring gick till Djurgårdens IF.

### Djurgårdens IF
Under försäsongen 2011 flyttades Bergström upp i A-laget från Djurgårdens ungdomslag. Han gjorde sin debut i Allsvenskan den 15 april 2011 mot Malmö FF, när han i den 36:e minuten byttes in mot Kebba Ceesay. Bergström gjorde det historiska sista allsvenska målet på Stockholms stadion den 30 juni 2013 mot Östers IF på nick efter en hörna. I oktober 2014 förlängde han sitt kontrakt med tre år.

### Rubin Kazan
I februari 2016 värvades Bergström av ryska Rubin Kazan, där han skrev på ett 3,5-årskontrakt. Den 13 juli 2018 enades Bergström och Rubin Kazan om att bryta kontraktet.

#### Grasshoppers (lån)
Den 27 januari 2017 lånades Emil Bergström ut till Grasshopper-Club Zurich. Utlåningen sträckte sig fram till 30 juni 2018.

### Basel
Den 2 september 2019 lånades Bergström ut till schweiziska Basel.

### Willem II
Den 1 juli 2021 lånades Bergström ut till Willem II på ett låneavtal över säsongen 2021/2022.

### Górnik Zabrze
I september 2022 skrev Bergström på ett kontrakt över resten av säsongen med polska Górnik Zabrze.

### Panserraikos
I augusti 2023 skrev han på ett tvåårskontrakt med den grekiska klubben Panserraikos.

## Karriärstatistik
| Klubb                                                    | Säsong            | Inhemsk liga      | Inhemsk liga | Inhemsk liga | Nat. täv. | Nat. täv. | Internat. täv. | Internat. täv. | Totalt | Totalt |
| Klubb                                                    | Säsong            | Serie             | SM           | Mål          | SM        | Mål       | SM             | Mål            | SM     | Mål    |
| -------------------------------------------------------- | ----------------- | ----------------- | ------------ | ------------ | --------- | --------- | -------------- | -------------- | ------ | ------ |
| Djurgården                                               | 2011              | Allsvenskan       | 18           | 0            | 1         | 0         | 0              | 0              | 19     | 0      |
| Djurgården                                               | 2012              | Allsvenskan       | 23           | 1            | 0         | 0         | 0              | 0              | 23     | 1      |
| Djurgården                                               | 2013              | Allsvenskan       | 29           | 2            | 5         | 0         | 0              | 0              | 34     | 2      |
| Djurgården                                               | 2014              | Allsvenskan       | 30           | 2            | 3         | 1         | 0              | 0              | 33     | 3      |
| Djurgården                                               | 2015              | Allsvenskan       | 29           | 2            | 3         | 0         | 0              | 0              | 32     | 2      |
| Djurgården                                               | Totalt i klubblag | Totalt i klubblag | 129          | 7            | 12        | 1         | 0              | 0              | 141    | 8      |
| Rubin Kazan                                              | 2015/2016         | Premjer-Liga      | 16           | 1            | 0         | 0         | 0              | 0              | 16     | 1      |
| Rubin Kazan                                              | Totalt i klubblag | Totalt i klubblag | 16           | 1            | 0         | 0         | 0              | 0              | 16     | 1      |
| Antal matcher och mål är korrekt per den 2 februari 2017 |                   |                   |              |              |           |           |                |                |        |        |

Notering: komplett statistik för Svenska Cupen saknas.